# صفيحة أمريكا الشمالية

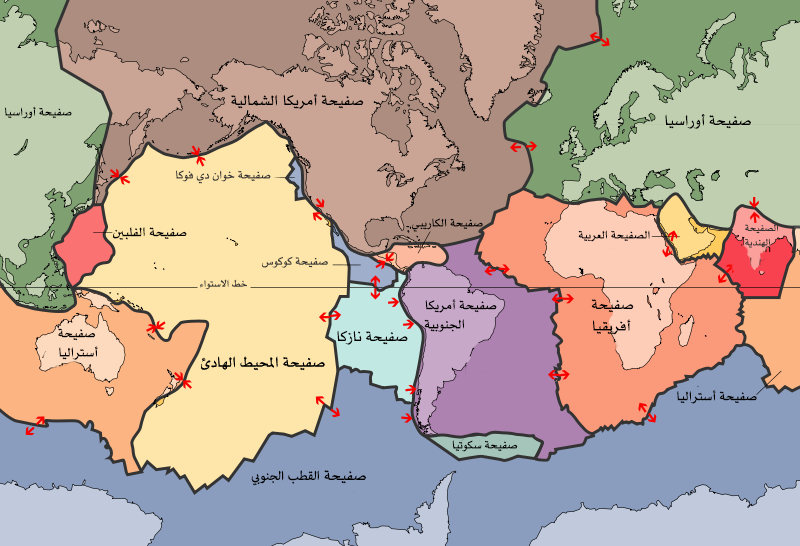
The North American plate, shown in brown

صفيحة أمريكا شمالية هي صفيحة تكتونية تغطي غالبية أمريكا الشمالية وجرينلاند، وكوبا، و باهاما، وأجزاء من سيبريا وآيسلندا والأزور. وتمتد تجاه الشرق إلى أعراف منتصف الأطلنطي وتجاه الغرب إلى سلسلة جبال شرسكي في شرق سيبيريا. وتتضمن الصفيحة القشرة القارية والقشرة المحيطية. ويتضمن النطاق الداخلي للكتلة الأرضية القارية قلب جرانيتي ممتد يسمى المجن. وعلى طول غالبية أطراف هذا المجن يوجد شظايا من مادة قشرية تُسمى التضاريس الأرضية الملتحمة بالمجن نتيجة تحركات تكتونية على مدار وقت طويل من الزمن الجيولوجي. ويعتقد العلماء أن جزءًا كبيرًا من غرب أمريكا الشمالية من جبال روكي يتكون من هذه التضاريس الأرضية.

## النطاق الجغرافي
يحدّ الجانب الشرقي من صفيحة أمريكا الشمالية حدود تباعدية مع الصفيحة الأوراسية نحو الشمال ومع الصفيحة الأفريقية نحو الجنوب، حيث تشكّل الجزء الشمالي من أعراف منتصف الأطلنطي.
وأما الحدّ الجنوبي مع صفيحة كوكوس نحو الغرب وصفيحة الكاريبي نحو الشرق فهو صدع مستعرض يمثله أخدود كايمن الواقع أسفل البحر الكاريبي وصدع موتاجوا الممتد عبر غواتيمالا. وأما الشمالية وصدوع حديقة إنريكويلو وبلانتين التي تمتد عبر جزيرة هيسبانيولا وتحدّ صفيحة جونيف الصغيرة فيعتبران جزءًا من الحدود أيضًا. وأما باقي الحافة الجنوبية التي تمتد ناحية الشرق إلى أعراف منتصف الأطلنطي وتشكّل الحدود بين صفيحة أمريكا الشمالية وصفيحة أمريكا الجنوبية لا تزال تحتاج لدراسة لتحديدها وفهم طبيعتها.
ويقع على الحد الشمالي امتداد لأعراف منتصف الأطلنطي يُعرف باسم أعراف جاكيل. ويمتد باقي الحد الواقع في الجزء الشمالي الغربي الأقصى من الصفيحة إلى سيبيريا. وتمتد هذه الحدود من نهاية أعراف جاكل عند صدع بحر لابتيف إلى منطقة التشوّه الانتقالي في سلسلة جبال شرسكي ثم صدع أولاخان بينها وبين صفيحة أوخوتسك وفي النهاية الأخدود الأليوتي حتى نهاية نظام صدع كوين شارلوت.
وفي الحدّ الغربي صدع الملكة شارلوت ممتدًا في البحر على طول ساحل آلاسكا ومنطقة هبوط كاسكاديا حتى الشمال، وصدع سان أندرياس عبر كاليفورنيا، وأعراف شرق المحيط الهادئ في خليج كاليفورنيا، وأخدود وسط أمريكا إلى الجنوب.
وعلى الجانب الغربي تقع صفيحة فارالون والتي لا تزال تتعرض للهبوط أسفل صفيحة أمريكا الشمالية منذ العصر الجوراسي. قد هبطت صفيحة فارالون بصورة شبه كاملة أسفل الجزء الغربي من صفيحة أمريكا الشمالية، مما يجعل جزء من صفيحة أمريكا الشمالية متصلًا مع صفيحة المحيط الهادئ عند صدع سان أندرياس. وتعد كل من خوان دي فوكا,وإكسبلورر,وجوردا,وكوكوس وصفيحة نازكا بقايا صفيحة فارالون.
ويعتبر الحد الواقع على طول خليج كاليفورنيا معقدًا. ويقع أسفل الخليج منطقة صدع خليج كاليفورنيا كسلسلة من أحواض الصدع ومساحات من الصدع الانتقالي بين الحد الشمالي لأعراف شرق المحيط الهادئ في مدخل الخليج إلى نظام صدع سان أندرياس بالقرب من مجرى سالتون صدع/منطقة براولي الزلزالية.
ومن المقبول بصفة عامة أن جزءًا من صفيحة أمريكا الشمالية انفصل وانتقل إلى الشمال كما أن أعراف شرق المحيط الهادئ امتدت تجاه الشمال الشرقي مشكِّلةً خليج كاليفورنيا. مع ذلك، لا يزال من غير الواضح إذا ما كانت القشرة المحيطية شرق الأعراف وغرب ساحل اليابسة بالمكسيك هي فعليًا صفيحة جديدة تبدأ في التداخل مع صفيحة أمريكا الشمالية وتتوافق مع النموذج المعياري لمراكز انتشار منطقة التصدعات بصورة عامة.

## النقاط الساخنة
ويُعتقد أنه يوجد القليل من النقاط الساخنة أسفل صفيحة شمال أمريكا. وأبرز النقاط الساخنة هي الحجر الأصفر (وايومنغ), وراتون (المكسيك الجديدة), وأنهايم (كولومبيا البريطانية). ويُعتقد أن هذا ناتج عن ممر ضيق عبارة عن غلاف ساخن يُحمل الحرارة على الحد المركزي الغلافي للأرض يسمى تصعد صهاري للغلاف, وهذا بالرغم من ذهاب بعض الجيولوجيين إلى اعتبار الحمل الحراري للجزء العلوي من الغلاف سببًا لذلك. ويُعتقد أن النقاط الساخنة لدى الحجر الأصفر وأنهايم حدثت للمرة الأولى في عصر المايوسين ولا تزال نشطةً جيولوجيًا، بحيث تتسبب في وقوع زلازل وبراكين. وتتميز نقاط الحجر الأصفر الساخنة بكالديرا الحجر الأصفر و العديد من الكالديرات التي تقع بسهل نهر الأفعى، بينما تتميز نقطة أنهايم الساخنة بحزام أنهايم البركاني والذي يوجد حاليًا في منطقة مخروط نازكو.

## تحرك الصفائح الأرضية
تتحرك صفيحة شمال أمريكا في الغالب نحو الاتجاه الجنوبي الغربي بعيدًا عن أعراف منتصف المحيط الأطلنطي.
ولا يمكن دفع حركة الصفيحة من خلال الهبوط لأنه لا يوجد جزء من صفيحة شمال أمريكا يتعرض للهبوط باستثناء قسم محدود يكوّن جزءًا من أخدود بورتو ريكو ومن ثَمّ لا يزال البحث جاريًا في آليات أخرى.
وقد أشارت دراسة حديثة إلى أن تيار الحمل الحراري في الغلاف يدفع الصفيحة.